# Алувиално-ливадни почви
Алувиално-ливадните почви са плодородни почви, които се образуват по поречията на големи реки върху неспоени чакълесто песъчливи алувиални наноси, при различен климат. Разпространени са върху I и II надзаливни тераси на реките на страната. Имат само един тънък повърхностен хоризонт – по-тъмен, до 10 см, след което има само слоеве, различаващи се по вида на фракцията. Те са със сиво-жълт цвят и са много плодородни (зеленчуци, ориз, коноп и други). Основните дейности за повишаване на плодородието им, освен торене, са насочени към предпазването им от заливане, заблатяване и засоляване. Алувият представлява материал, който се формира от постоянно течащи води. Той се натрупва по речната тераса като фин материал с богато органогенно и минерално съдържание, което му предава изключителна плодородност. Пример за такива почви са почвите, близко разположени по теченията на българските реки Искър, Марица, Струма, Тунджа. Алувиално-ливадните почви са с дебел почвен хоризонт и високо съдържание на хумус.